# Lizzie (cantante)
Lizzie, pseudonimo di Ann Elisabeth Berg (Tórshavn, 30 ottobre 1982), è una cantante faroese di origini danesi e islandesi.

## Biografia
Lizzie è famosa per il suo singolo di debutto Ramt i natten, pubblicato alla fine del 2007, che è diventato un vero e proprio tormentone, rimanendo al primo posto in classifica in Danimarca per 12 settimane consecutive e nella top ten per 31 settimane da novembre 2007 a giugno 2008. Il brano, ai tempi il più scaricato della storia in Danimarca, è certificato quadruplo disco di platino per le 60 000 copie vendute. Ramt i natten ha vinto il premio per Canzone dell'anno ai Danish Music Awards del 2009.
L'album di debutto di Lizzie, anch'esso intitolato Ramt i natten, è uscito a febbraio 2008 e ha raggiunto il quinto posto in classifica in Danimarca. Ha ottenuto un disco d'oro per le 15 000 copie vendute. Meno fortunati sono stati gli altri singoli estratti dall'album: Dans med mig si è fermata al trentaseiesimo posto, mentre I morgen non è mai comparsa nella classifica settimanale delle 40 canzoni più vendute in Danimarca.

## Discografia

### Album in studio
- 2008 – Ramt i natten

### Singoli
- 2007 – Ramt i natten
- 2008 – Dans med mig
- 2008 – I morgen